# Blizne
Blizne je vesnice na severovýchodě okresu Brzozów v jižní části Podkarpatského vojvodství v gmině Jasienica Rosielna v Polsku. V roce 2021 zde žilo přibližně 3 347 obyvatel, na konci roku 2024 asi 3 391 obyvatel.

## Historie
Blizne je nejstarší vsí gminy. Byla založená na základě dekretu z 25. května 1366, kterým Kazimír Veliký umožnil Falkovi z Krosna v lese Blyzne na obou březích řeky Stobnica vybudovat novou ves pod magdeburským městským právem. Po Kazimírově smrti v roce 1370 přešla tato část bývalé Červené Rusi do držení uherského krále Ludvíka I. Velikého. V roce 1402 prodal Laczko Wołoch část vsi přemyšlskému biskupovi Maciejovi, v roce 1417 odkoupilo přemyšlské biskupství i její zbývající část. Z roku 1470 pochází nejstarší písemná zmínka o farním kostele Všech svatých.

## Poloha a přírodní poměry
Ves leží asi 7 kilometrů severozápadně od města Brzozów, sousedními vesnicemi jsou Jasienica Rosielna, správní centrum gminy, Orzechówka, Stara Wieś, Golcowa a Domaradz. Část vsi na levém břehu řeky Stobnica, nazývaná Mała Strona, je zvlněná nižšími kopci, pravobřežní část zvaná Duża Strona má vrcholy vyšší než 430 metrů. Nachází se zde několik chráněných stromů, např. dva duby letní (250 a 450 let staré), či čtyři lípy malolisté staré 300–450 let.

## Pamětihodnosti
- Nejvýznamnější památkou vsi i celé gminy je dřevěný kostel Všech svatých, který je společně se areálem dřevěných staveb v jeho okolí od roku 2003 na Seznamu světového dědictví UNESCO, jako jeden z šesti kostelů souboru Dřevěné kostely v jižním Malopolsku.[8] Kostel je také součástí I. trasy Stezky podkarpatské dřevěné architektury.[9] Areál dřevěných staveb tvoří fara, špýchar, stodola a farní škola, stavby z 18. a 19. století.[10]
- Kaple svatého Michaela archanděla z roku 1877 na kopci dříve zvaném Górą Blizneńską, nyní Górą św. Michała.[6][10]

## Galerie

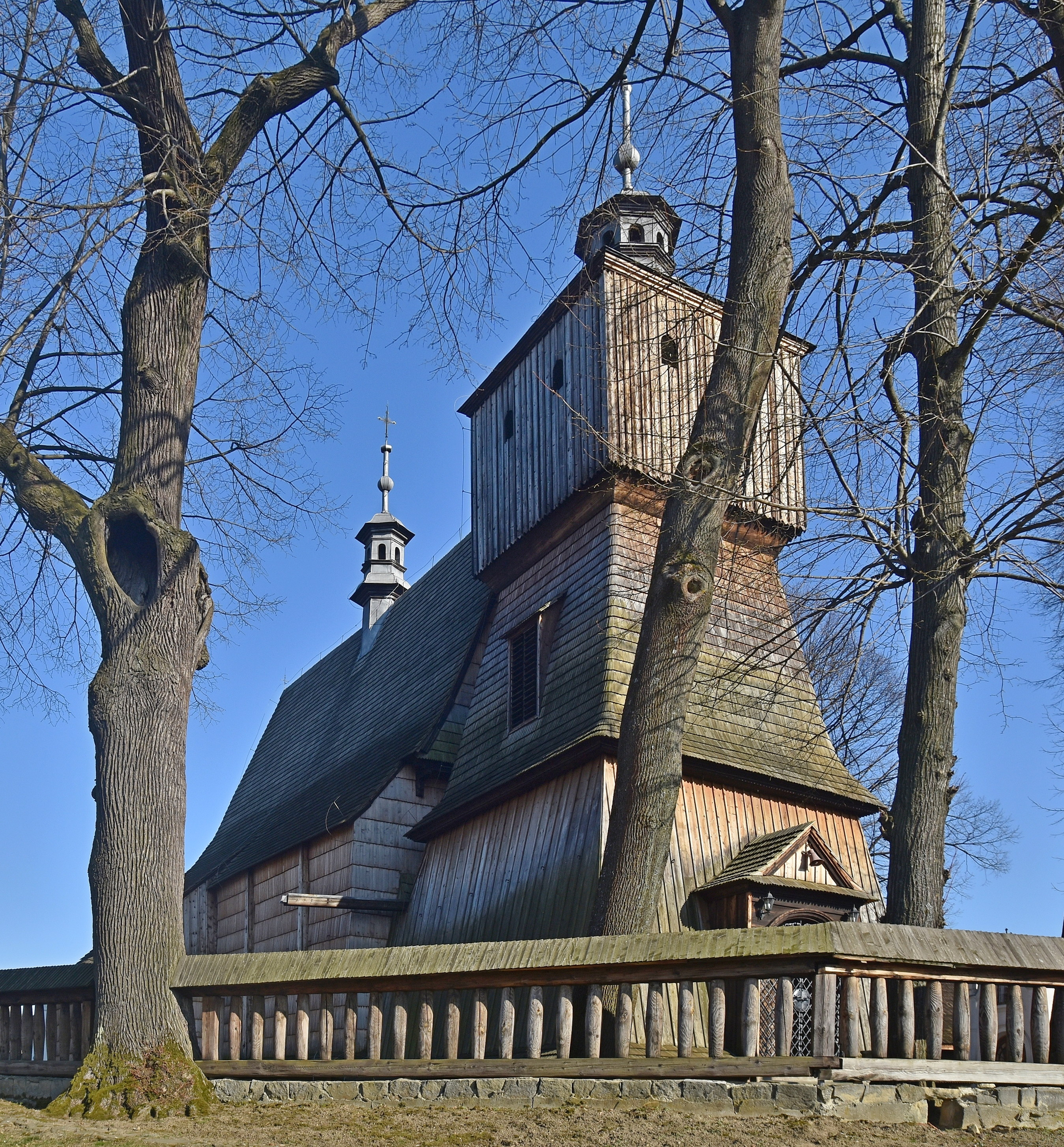
Starý farní kostel Všech svatých
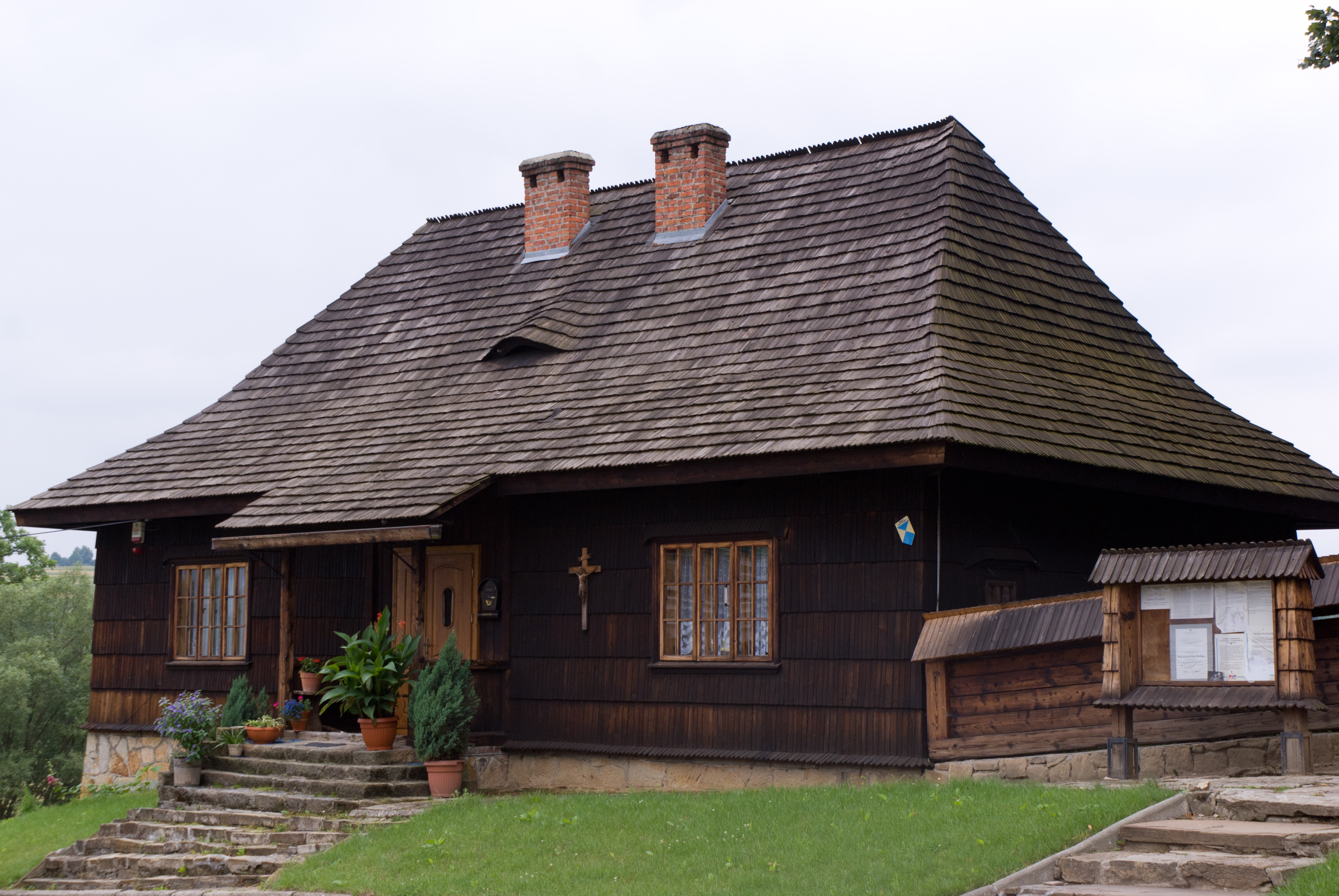
Fara v areálu kostela Všech svatých
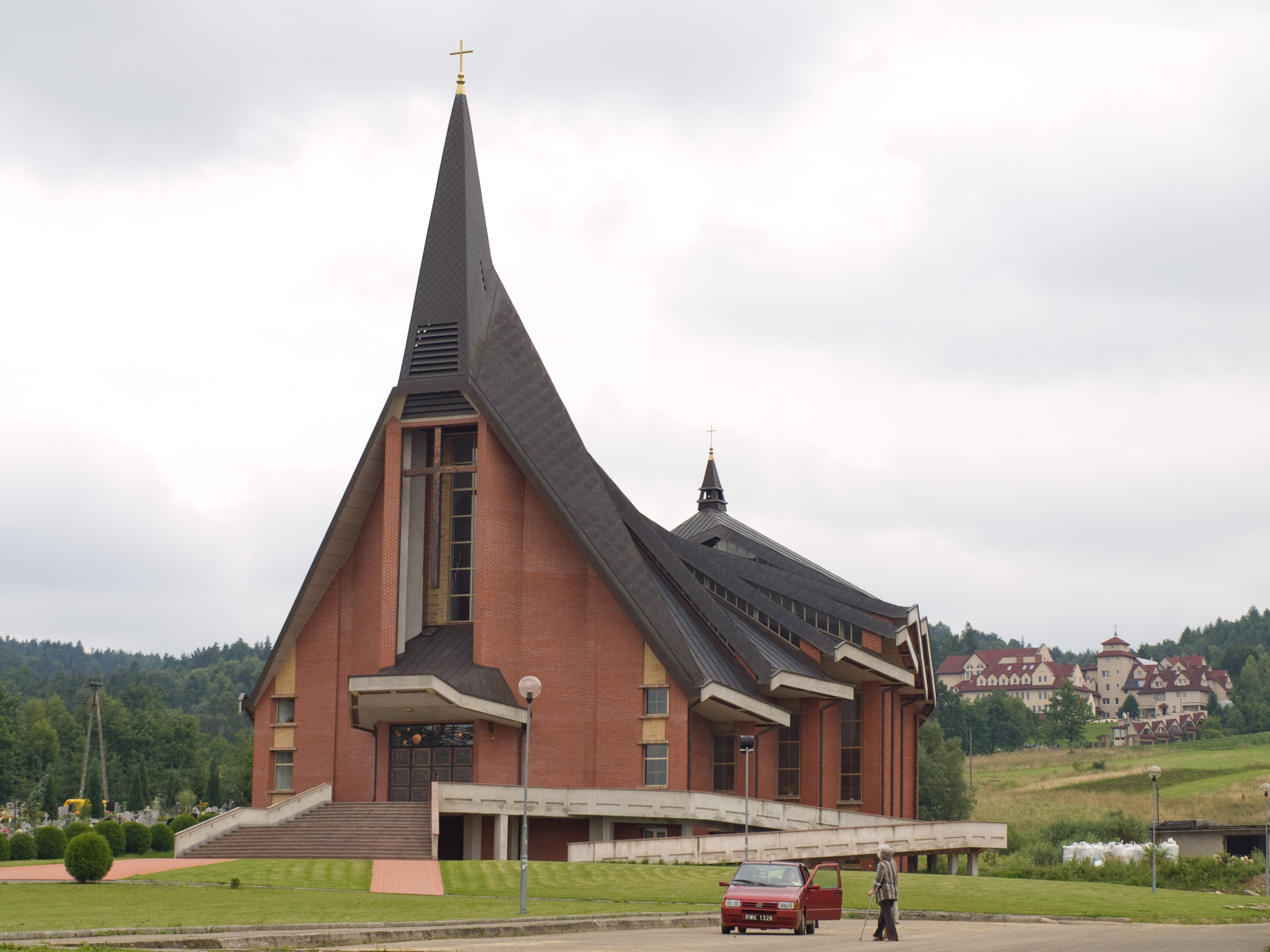
Nový farní kostel
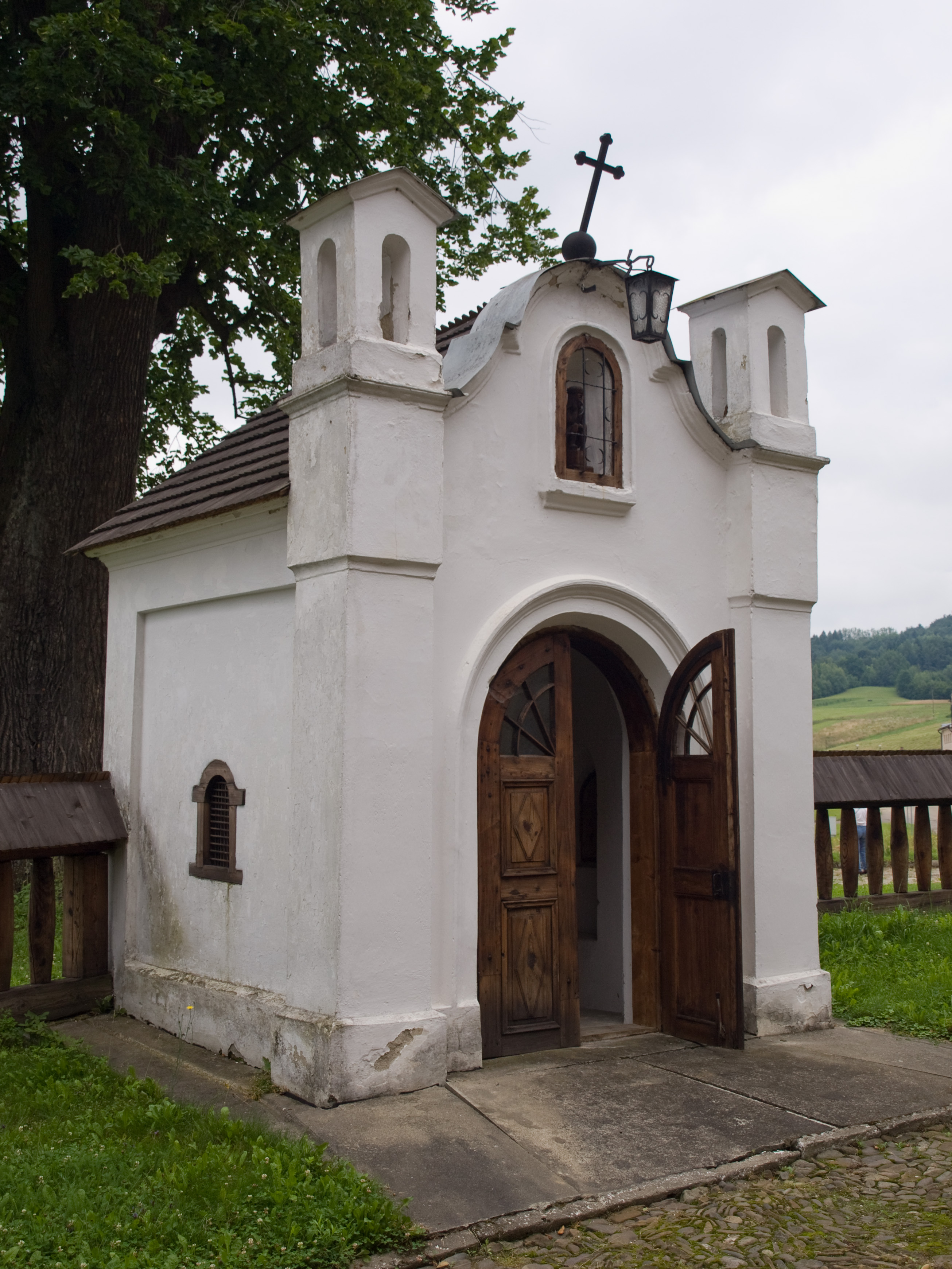
Kaple svatého Michaela archanděla
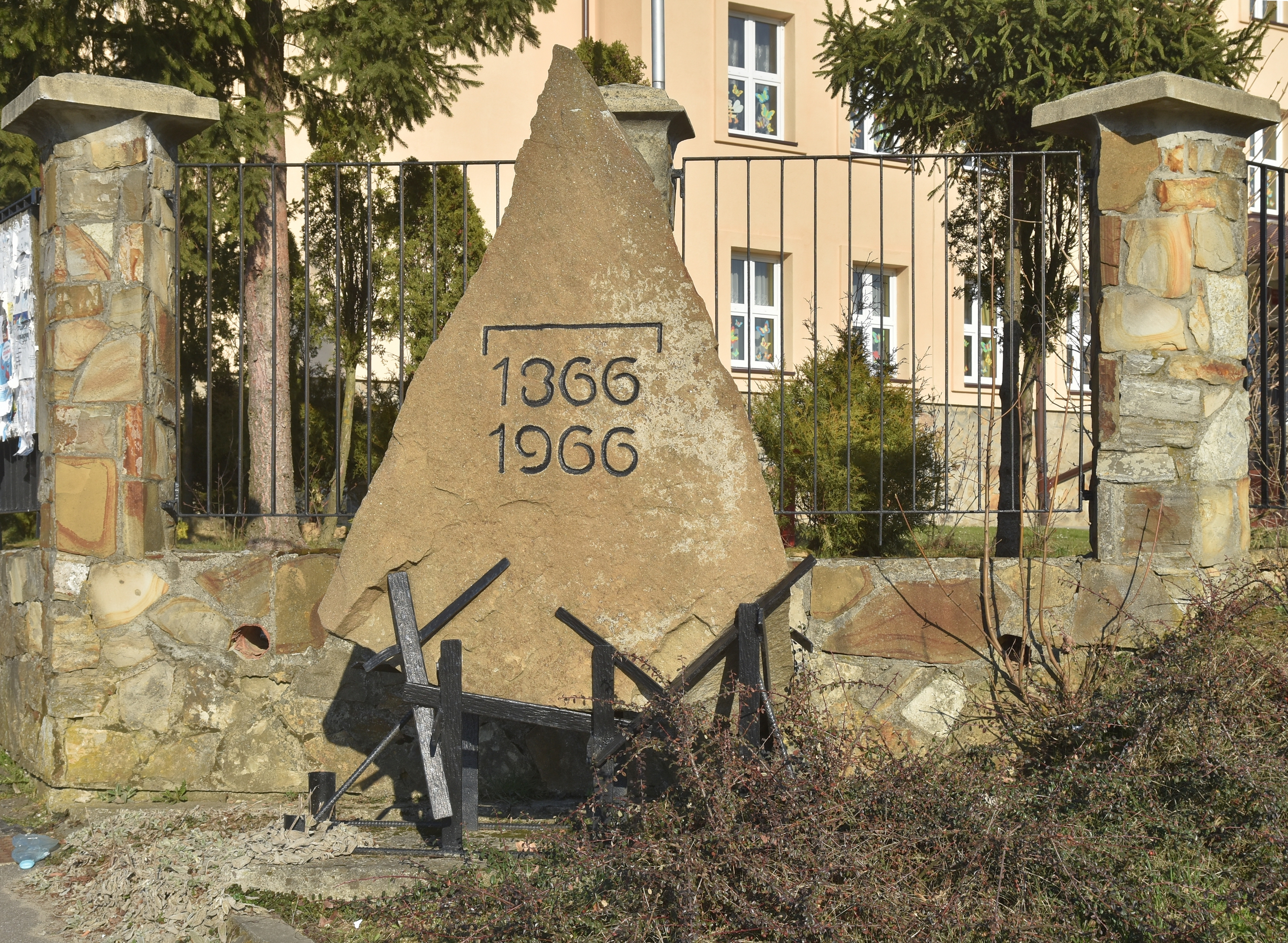
Pamětní kámen
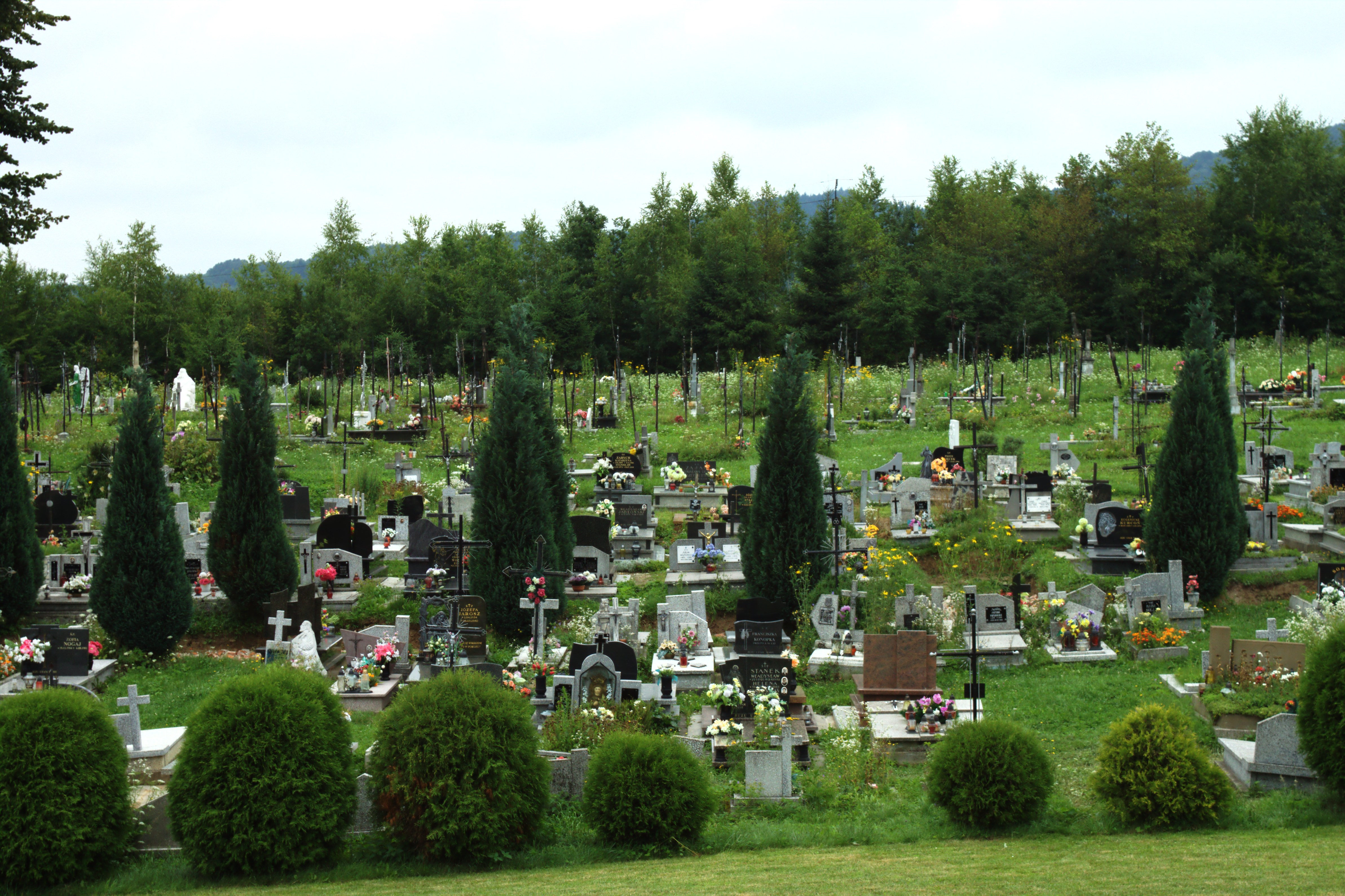
Hřbitov